# Farrah Fawcett
Farrah Fawcett (Corpus Christi, 2 februari 1947 – Santa Monica, 25 juni 2009) was een Amerikaans actrice. Ze speelde onder meer Jill Munroe in de televisieserie Charlie's Angels.

## Levensloop

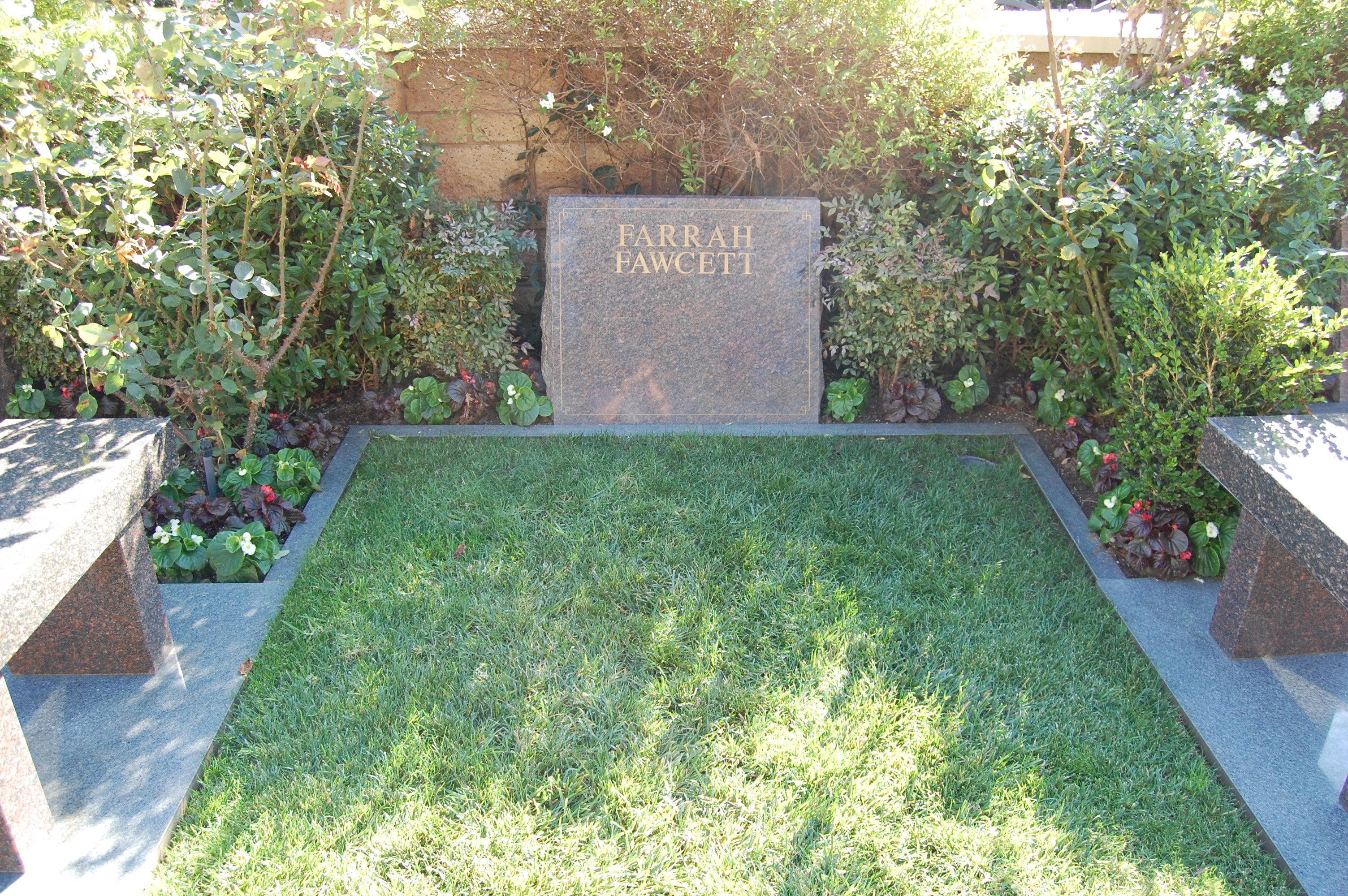
Fawcetts graf op het Westwood Village Memorial Park Cemetery te Brentwood (CA)

Fawcett was een dochter van Pauline Alice en James William Fawcett. Ze had Franse, Engelse en Choctaw voorouders. Haar moeder kwam met de naam 'Farah', omdat zij deze zo goed bij de achternaam vond passen. Fawcett veranderde later haar voornaam 'Farah' (Arabisch voor blijdschap) in Farrah.

### Carrière
Fawcett begon in reclamespots waaronder Noxema-scheerzeep, Ultra Bright-tandpasta, Wella en in 1970 voor de Mercury Cougar. Nadat haar acteercarrière op gang kwam, maakte zij reclame voor haar eigen merk shampoo. Fawcett deed ook modellenwerk en poseerde voor de Playboy.

### Eerste televisieoptredens
Fawcetts eerste gastrol was in I Dream of Jeannie, in het seizoen 1968-69, gevolgd door een gastrol in Owen Marshall: Counselor at Law. In 1974 verscheen zij in de serie De Man van Zes Miljoen.

### Charlie’s Angels
De eerste aflevering van Charlie's Angels (in de VS) was op 22 september 1976. Door deze serie werd Farrah Fawcett een ster. Haar kapsel werd door miljoenen vrouwen gekopieerd en posters van Fawcett werden massaal verkocht. In de jaren 70 en 80 was ze een sekssymbool.

### Privé

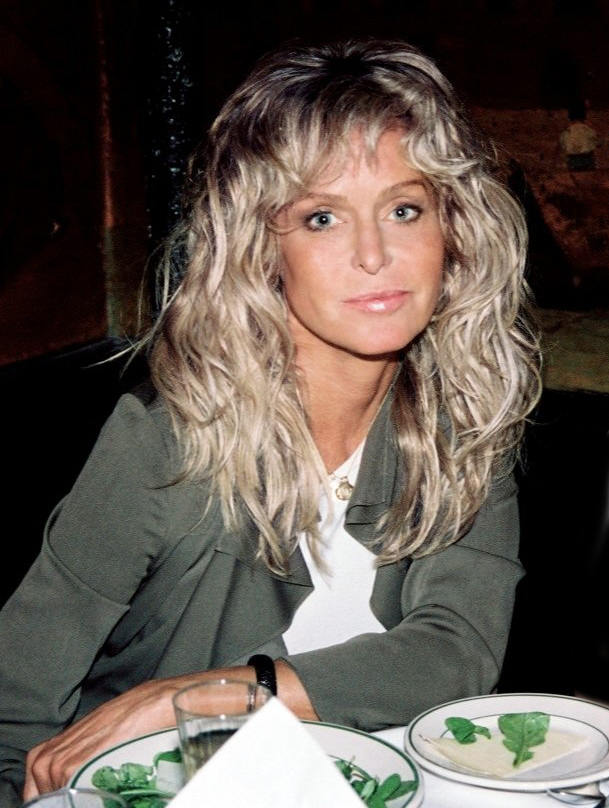
Farrah Fawcett in 2008

Fawcett huwde in 1973 met Lee Majors van wie zij in 1979 scheidde. In 1982 kreeg zij een relatie met Ryan O'Neal, met wie zij, ondanks meerdere huwelijksaanzoeken, nooit gehuwd is. Met O'Neal heeft zij een zoon, Redmond O'Neal.
Farrah Fawcett leed sinds eind 2006 aan anuskanker, die later uitgezaaid was naar haar lever. Tijdens haar ziekteproces is ze op haar verzoek tijdens haar behandelingen gefilmd voor de documentaire "Farrah's Story". Ze overleed op 25 juni 2009 op 62-jarige leeftijd aan deze ziekte.

## Filmografie

### Televisie
- That Girl (1967)
- Mayberry R.F.D. (1969)
- I Dream of Jeannie, (seizoen 1968-69)
- Three's a Crowd (1969)
- The Feminist and the Fuzz (1971)
- Inside O.U.T. (1971)
- The Great American Beauty Contest (1973)
- De Man van Zes Miljoen (1974)
- Marcus Welby, M.D.(1974)
- The Girl Who Came Gift-Wrapped (1974)
- Harry O (1974-1976)
- Murder on Flight 502 (1975)
- Charlie's Angels (speelde mee in 1976-1977)
- Murder in Texas (1981)
- The Red-Light Sting (1984)
- The Burning Bed (1984)
- Between Two Women (1986)
- Nazi Hunter: The Beate Klarsfeld Story (1986)
- Poor Little Rich Girl: The Barbara Hutton Story (1987)
- Margaret Bourke-White (1989)
- Small Sacrifices (1989)
- Good Sports (1991) (na 9 episodes gestopt)
- Criminal Behavior (1992)
- The Substitute Wife (1994)
- Children of the Dust (1995)
- Dalva (1996)
- Ally McBeal (1999)
- Silk Hope (1999)
- Baby (2000)
- Jewel (2001)
- Spin City (2001)
- The Guardian (2002-2003)
- Hollywood Wives: The New Generation (2003)

### Films
- Love Is a Funny Thing (1969)
- Myra Breckinridge (1970)
- Logan's Run (1976)
- Somebody Killed Her Husband (1978)
- An Almost Perfect Affair (1979) - cameo
- Sunburn (1979)
- Saturn 3 (1980)
- The Cannonball Run (1981)
- Extremities (1986)
- See You in the Morning (1989)
- Man of the House (1995)
- The Apostle (1997)
- The Lovemaster (1997) - cameo
- All of Me (Playboyvideo 1997)
- The Brave Little Toaster Goes to Mars (1998) - stem
- The Flunky (2000) - cameo
- Dr. T & the Women (2000)
- The Cookout (2004)

- Biblioteca Nacional de España: XX1427492
- Bibliothèque nationale de France: cb11935084j (data)
- Gemeinsame Normdatei: 140931511
- International Standard Name Identifier: 0000 0001 0905 0723
- Library of Congress Control Number: n90700073
- Bibliotheek van het Japanse parlement: 00620652
- Nationale Bibliotheek van Tsjechië: xx0053732
- Nationale Bibliotheek van Israël: 987007447225805171
- Nationale Bibliotheek van Polen: a0000002791312
- Nederlandse Thesaurus van Auteursnamen: 072799196
- RKD-Nederlands Instituut voor Kunstgeschiedenis: 417019
- SNAC: w6pk0pzq
- Système universitaire de documentation: 027273180
- Virtual International Authority File: 58245457
- WorldCat: E39PBJcKMY9DGRxkkPxJ3dKWXd